# L'Oriental (2015)
L'Oriental (àrab: جهة الشرق, Jihat ax-Xarq, literalment ‘regió de l'Orient’; amazic estàndard marroquí: ⵜⴰⴳⵎⵓⴹⴰⵏⵜ, Tagmuḍant) és una de les dotze noves regions en que s'ha organitzat el Marroc després de la reforma administrativa de 2015. La seva capital és Oujda.
Ocupa el nord-est del Marroc, i la zona septentrional correspon a una bona part del Rif oriental (costa rifenya de Hoceima a Kebdana/Saidia). La nova regió comprèn l'antiga regió de l'Oriental i la província de Guercif de l'antiga regió de Taza-Al Hoceima-Taounate. Limita al nord amb la mar Mediterrània, a l'est amb Algèria, al sud amb Algèria i la regió del Drâa-Tafilalet) i a l'oest amb les regions de Fes-Meknès i Tànger-Tetuan-Al Hoceima.

## Subdivisions administratives
Està formada per una prefectura i set províncies :
- la província de Berkane
- la província de Driouch
- la província de Figuig
- la província de Guercif
- la província de Jerada
- la província de Nador
- la prefectura d'Oujda-Angad
- la província de Taourirt